# Turtles (Film)
Turtles ist eine Comicverfilmung der Teenage Mutant Ninja Turtles aus dem Jahre 1990. Regie führte Steve Barron.

## Handlung
Der Film beginnt mit einem Bericht der jungen Reporterin April O’Neil über eine schwere Diebstahlserie, die New York heimsucht. Bei ihren Recherchen ist sie auf Hinweise gestoßen, dass ein Clan aus Ninjadieben namens Foot Gang dahinter steckt, welche auch junge Ausreißer und Straßendiebe in ihre Reihen rekrutieren – ein Hinweis, den Chief Sterns des NYPD nicht ernst nimmt. Am Abend ihrer Sendung wird April auf offener Straße überfallen, doch dann erlischt das Licht, es ertönen Kampfgeräusche, und die Polizei findet daraufhin die Angreifer kampfunfähig und April unverletzt vor. Als sie sich wieder sammelt, findet sie auf dem Boden eine gabelähnliche Waffe und nimmt diese an sich.
Aprils Retter stellen sich als vier jugendliche, zu humanoider Gestalt mutierte Schildkröten heraus, benannt nach vier italienischen Künstlern der Renaissance: Leonardo, Michelangelo, Donatello und Raphael. Sie leben im New Yorker Kanalsystem, zusammen mit ihrem Meister und Ziehvater, der ebenfalls mutierten Ratte Splinter, der sie in den Künsten der Ninja unterwies. Sie mischen sich nur des Nachts unter die Menschen und haben eine besondere Vorliebe für Pizza. Ihre Verwandlung rührt daher, dass sie als ausgesetzte Babys einem merkwürdigen Schleim ausgesetzt waren, der sie in ihre jetzige Form verwandelte. Splinter hingegen war das Haustier eines Ninjakämpfers gewesen, der vor einem Rivalen aus Japan nach Amerika geflohen, jedoch von diesem aufgespürt und ermordet worden war. Von ihm hat Splinter durch Beobachtung und Nachahmung seine Kenntnisse in den Künsten der Ninja erworben, bevor er mutierte.
Raphael, der hitzköpfigste der vier Turtles, entschließt sich, frustriert durch den Verlust seines Sai, sich in der Stadt einen Film anzusehen. Im Anschluss daran verhindert er einen Straßenraub, begegnet dabei aber auch dem früheren Eishockey-Spieler und Vigilanten Casey Jones, der ihn vertrimmt und dann flüchtet, bevor Raphael es ihm heimzahlen kann.
Durch den Überfall keineswegs verunsichert, vergräbt sich April tiefer in ihre Nachforschungen; nicht nur sehr zum Unmut von Chief Sterns, sondern auch des Foot Clans. Dieser schickt April eine Gruppe hinterher, um sie endgültig zum Schweigen zu bringen. In einer U-Bahn-Station wird April von ihnen überfallen und bewusstlos geschlagen, doch gleich darauf kommt ihr Raphael zur Hilfe und bringt sie in seine Heimstatt. Dort lernt April dann die Turtles und Splinter kennen, erfährt ihre Geschichte und freundet sich mit ihnen an. Die Turtles eskortieren April wieder nach Hause, doch als sie zurückkehren, finden sie ihr Heim verwüstet vor: Einer von Aprils Angreifern war Raphael bis zum Versteck gefolgt und hat im Anschluss seine Gang geholt und Splinter gefangen genommen. Da ihr Versteck nun nicht mehr sicher ist, biwakieren die Turtles in Aprils Wohnung.
Am nächsten Morgen bekommt April Besuch von ihrem Boss Charles und dessen jungem Sohn Danny. Charles versucht sie davon abzubringen, mehr über den Foot Clan zu berichten, um ihrer Sicherheit willen, wie er behauptet. Der wahre Grund ist, dass Danny beim Diebstahl erwischt wurde und Chief Sterns Charles nun erpresst, um April, die immer wieder seine Kompetenz in Frage stellt, den Mund zu stopfen. Was beide nicht wissen ist, dass Danny ein Juniormitglied des Foots ist; er entdeckt die Turtles in Aprils Wohnung und flieht daraufhin zum Foot Clan zurück, wo er deren Anführer, dem Shredder, Bericht erstattet. Dieser schickt daraufhin eine Kampfgruppe zu April, um die Turtles zur Strecke zu bringen; doch diese erhalten unvermutet Verstärkung von Casey Jones, der in der Nähe alles beobachtet hat, und zusammen entkommen alle zu Aprils Geburtshaus, einer kleinen Farm außerhalb der Stadt. Dort sammeln sich die Turtles wieder und machen sich zum Kampf bereit.
Währenddessen plagen Danny Gewissensbisse. Da sein Vater ihn vernachlässigt, hat er eine Ersatzfamilie gesucht und gemeint, sie im Foot Clan gefunden zu haben. Nach dem Überfall auf Aprils Wohnung allerdings sind ihm Zweifel gekommen, und nach einem Gespräch mit Splinter, dem er zufällig begegnet, entschließt sich Danny, sich vom Foot zurückzuziehen, und er wird von den Turtles in ihrem alten Versteck gefunden, als sie in die Stadt zurückkehren. In derselben Nacht kehrt er zu einem weiteren Gespräch mit Splinter zurück, wird aber von Shredder gestellt und verrät ihm (diesmal ungewollt) die Rückkehr der Turtles. Der Foot sammelt sich zu einem Großangriff, doch die Turtles erwarten sie und es beginnt eine Massenprügelei unter, in und über den Straßen von Brooklyn. Danny und Casey, der ihm gefolgt ist, können Splinter befreien und die jungen Ausreißer dazu bewegen, dem Foot Clan zu entsagen.
Zur gleichen Zeit begegnen die Turtles dem Shredder, sind seinem Kampfgeschick aber nicht gewachsen. Im letzten Moment taucht Splinter wieder auf und enttarnt Shredder als den Mörder seines alten Meisters. Shredder stürzt sich auf Splinter, fällt aber vom Dach und hinunter in einen Mülllaster, dessen Presse gleich von Casey in Betrieb gesetzt wird. Während die Turtles und Splinter von einem Dach zuschauen, wie die Polizei aufräumt, versöhnen sich Danny und sein Vater wieder und April und Casey kommen zum Jubel ihrer Freunde als Paar zusammen. Die Geschichte endet damit, dass Splinter im Scherz einen Siegesruf vorschlägt, den die jungen Turtles als ihr Markenzeichen adoptieren: „Cowabunga!“

## Hintergrund
- Turtles orientiert sich teilweise stärker an den Original-Comics als an die stärker auf Kinder ausgerichtete Zeichentrickserie aus den 1980ern:
  - Im Film war Splinter wie in den Comics schon immer eine Ratte, in der Serie jedoch war er anfangs Hamato Yoshi, der durch Kontakt mit Ratten durch das Mittel zu Splinter wurde.
  - In Comic und Film ermordete Oroku Saki Hamato Yoshi, in der Serie sorgte er lediglich mit einem  Trick dafür, dass dieser verbannt wurde.
- Josh Pais (Raphael) war der einzige Darsteller der Turtles, der seine Figur auch gesprochen hat.
- Beim Vergleich der deutschen und der englischen Tonspur fällt auf, dass die deutsche Fassung bei Schlägen und Tritten cartoonhafte Geräusche wie Glockenläuten oder Pfeifen einspielt, die in der englischen Fassung fehlen. Auch zu anderen Gelegenheiten wurden in der deutschen Fassung zusätzliche Geräusche eingespielt, beispielsweise eine Kavalerietrompete, als Meister Tatsu den Footclan-Ninjas den Befehl zum Angriff gibt.
- In der deutschen Fassung sind zwei Szenen stark verändert: Während des Überfalls in Aprils Wohnung vergleichen Michelangelo und ein Mitglied des Footclan ihre Fähigkeiten mit den Nunchaku, dies ist in der deutschen Fassung nicht zu sehen. Ferner ist die Szene, in der der Shredder vom Dach fällt, stark verändert. In der Originalfassung hält Splinter den Shredder zunächst noch mit seinem Nunchaku fest, lässt ihn aber fallen, als dieser mit einem Dolch nach ihm wirft.
- Der Film erschien am 12. März 2010 zum ersten Mal im deutschsprachigen Raum auf DVD.[2] Diese Veröffentlichung ist ungeschnitten.
- Sally Menke arbeitete für Turtles am Schnitt. Sie war damals eher unbekannt in der Filmbranche gewesen. In der Folge von Turtles lernte Menke Quentin Tarantino kennen und schnitt bis zu ihrem Tod 2010 all seine Spielfilme.

### Synchronisation
Die deutsche Synchronfassung entstand bei der Hermes Synchron GmbH, Potsdam. Arne Elsholtz schrieb das Dialogbuch und führte Regie.
| Rolle                 | Darsteller                       | Synchronsprecher     |
| --------------------- | -------------------------------- | -------------------- |
| April O’Neil          | Judith Hoag                      | Juana von Jascheroff |
| Leonardo              | David Forman Brian Tochi         | Andreas Fröhlich     |
| Donatello             | Leif Tilden Corey Feldman        | Jan Odle             |
| Raphael               | Josh Pais                        | Pascal Breuer        |
| Michelangelo          | Michelan Sisti Robbie Rist       | Stefan Krause        |
| Splinter              | Kevin Clash                      | Arne Elsholtz        |
| Casey Jones           | Elias Koteas                     | Torsten Sense        |
| Oroku Saki / Shredder | James Saito David McCharen       | Helmut Krauss        |
| Meister Tatsu         | Toshirô Obata Michael McConnohie | Karl Schulz          |
| Danny Pennington      | Michael Turney                   | Tarek Helmy          |
| Charles Pennington    | Jay Patterson                    | Norbert Gescher      |
| Chief Sterns          | Raymond Serra                    | Gerd Duwner          |

## Rezeption

### Kritiken
„Ein nur wenig einfallsreiches, aber flott inszeniertes Action-Spektakel nach sattsam bekannten filmischen Mustern. Seinen Reiz bezieht es vor allem aus den amüsanten Hauptfiguren, die den martialisch-gewalttätigen Hintergrund mit Witz und Ironie relativieren. Vom leicht anarchistischen Charme der Vorlage ist allerdings kaum etwas übriggeblieben.“

„Die vier grünen Helden mit losem Mundwerk und Vorlieben für Pizza und Kampfsport wurden durch dieses spektakuläre Abenteuer zu den Lieblingen einer ganzen Generation.“

### Auszeichnungen (Auswahl)
Saturn Award 1991
- Nominierung in der Kategorie Bester Fantasyfilm
- Nominierung in der Kategorie Bestes Kostüm

BMI Film Music Award
- Auszeichnung mit dem BMI Film Music Award für  John Du Prez

### Einspielergebnis
- Bei einem Budget von 13,5 Mio. US-Dollar spielte der Film weltweit 201.965.915 US-Dollar wieder ein.[7]
- Nach seinem deutschen Kinostart am 13. Dezember 1990 sahen 1.162.883 Zuschauer den Film.[8]

## Fortsetzungen
Der Film wurde bereits ein Jahr später mit Turtles II – Das Geheimnis des Ooze und zwei weitere Jahre später mit Turtles III fortgesetzt.

## Veröffentlichung als Heimvideo
Erschien erstmals 1991 auf Video. Auf DVD in den Jahren 2010 und 2014. Die Blu-ray folgte 2014.